# Steenhouwerijbrug
De Steenhouwerijbrug of Steenhouwerijsluis (brug 45) is een vaste brug in Amsterdam-Centrum.
De boogbrug is gelegen in de noordoostoever van de Keizersgracht en voert over de Leidsegracht. De brug ontleent haar naam aan de Stadsmetseltuin die in de tijd van inrichting van deze buurt aan de Leidsegracht lag. De brug ligt tegenover brug 44 (zuidwestelijke kade van de Keizersgracht over de Leidsegracht) en wordt met die brug verbonden door brug 46. De drie bruggen trokken voor wat betreft geschiedenis met elkaar op, behalve dan de ineenstorting van brug 46. 
Er ligt hier al eeuwen een brug. Stadsarchitect Daniël Stalpaert, werkzaam bij die Stadsmetseltuin tekende de brug al in op zijn kaart van 1662, maar de omgeving is nog als onbebouwd aangegeven. De brug is ingetekende op de grens tussen het bebouwde gedeelte en zijn ontwerp voor de nieuwe wijk ten zuiden van de Leidsegracht. Frederick de Wits kaart van 1688 laat de brug zien. Aan het eind van de 19e eeuw kwam hier een simpele plaatbrug. Dit kwam doordat de aanpalende brug 46, een boogbrug, over de Keizersgracht was ingestort. Dit wakkerde de angst aan dat ook andere boogbruggen zouden instorten. Bovendien had men toen minder oog voor de esthetische waarde van de brug. Als de brug in de jaren zeventig van de 20e eeuw voor groot onderhoud in aanmerking komt, is de situatie omgedraaid. Men heeft de vaardigheid voor boogbruggen weer onder de knie en wenst een brug die past in het straatbeeld, de boogbrug kwam hier terug in 1978. Het werd destijds wel omschreven als "architectonische leugen", een brug in de stijl van de 17e eeuw maar met een betonnen overspanning en dito fundering. Na de oplevering kon de brug weer tijden mee.  
1 · 2 · 3 · 4 · 5 · 6 · 7 · 8 · 9 · 10 · 11 · 12 · 13 · 14 · 15 · 16 · 17 · 18 · 19 · 20 · 21 · 22 · 23 · 24 · 25 · 26 · 27 · 28 · 29 · 30 · 31 · 32 · 34 · 35 · 36 · 37 · 38 · 39 · 40 · 41 · 42 · 43 · 44 · 45 · 46 · 47 · 48 · 49 · 50 · 51 · 52 · 53 · 54 · 55 · 56 · 57 · 58 · 59 · 60 · 61 · 62 · 63 · 64 · 65 · 66 · 67 · 68 · 69 · 70 · 71 · 72 · 73 · 74 · 75 · 76 · 77 · 78 · 79 · 80 · 81 · 82 · 84 · 85 · 86 · 87 · 88 · 89 · 90 · 91 · 92 · 93 · 94 · 95 · 96 · 97 · 98 · 99 · >>>
Brugnummers 33 en 83 zijn niet (meer) vergeven